# WSG Tirol II
Die WSG Tirol II ist die zweite Mannschaft des österreichischen Bundesligisten WSG Tirol. Die Mannschaft spielt seit der Saison 2020/21 in der Regionalliga Tirol, der dritthöchsten Spielklasse.

## Geschichte
Die Amateure des damals noch WSG Wattens genannten Vereins stiegen nach mehreren Spielzeiten in der sechstklassigen Gebietsliga 2009 als Meister der Gebietsliga Ost in die fünftklassige Landesliga auf. In der Landesliga belegte man 2009/10 den neunten Rang. In der Saison 2010/11 verbesserte man sich auf den achten Platz. In der Saison 2011/12 ging es wieder einen Platz aufwärts, man wurde zu Saisonende Siebter. In der Saison 2012/13 wurden die Wattener Dritter und verpassten nur knapp den Aufstieg in die Tiroler Liga. In der Saison 2013/14 wurde Wattens II hinter dem SK Jenbach Vizemeister der Landesliga Ost und traf somit im Aufstiegsplayoff auf den Vizemeister der Gruppe West, den SV Telfs. Diesen konnte man mit einem Sieg im Hinspiel und einem Remis im Rückspiel besiegen und somit in die Tiroler Liga aufsteigen.
In der Debütsaison in der vierthöchsten Spielklasse belegten die Wattener den achten Platz. In der Saison 2015/16 wurde man Dritter, auf den Meister SV Wörgl hatte man einen Rückstand von neun Punkten. In der Spielzeit 2016/17 wurde die Mannschaft Fünfter. In der Saison 2017/18 belegte man den zwölften Rang, mit vier Punkten Vorsprung auf die Abstiegsränge entging man dem Abstieg in die Landesliga nur knapp. In der Saison 2018/19 konnte man sich wieder deutlich steigern und belegte zu Saisonende den fünften Rang und verpasste somit den Aufstieg in die neu geschaffene Regionalliga Tirol um nur einen Platz und einen Punkt. In der Saison 2019/20 belegte die inzwischen als WSG Tirol II auftretende Mannschaft den dritten Rang nach der Hinrunde, ehe die Saison aufgrund der COVID-19-Pandemie abgebrochen wurde. Da sich jedoch der FC Zirl aus der Regionalliga zurückgezogen hatte, übernahmen die Tiroler Amateure den frei gewordenen Regionalligaplatz.